# Station Padgate
Padgate is een spoorwegstation van National Rail in Padgate, Warrington in Engeland. Het station is eigendom van Network Rail en wordt beheerd door Northern Rail. 